# (36081) 1999 RG71
1999 RG71 (asteroide 36081) é um asteroide da cintura principal. Possui uma excentricidade de 0.04627520 e uma inclinação de 9.23861º.
Este asteroide foi descoberto no dia 7 de setembro de 1999 por LINEAR em Socorro.